# マールテン・デ・フォッケルト
マールテン・デ・フォッケルト（Maarten de Fockert、1995年2月20日 - ）は、オランダ・マースラント出身の元プロサッカー選手。現役時代のポジションは、ゴールキーパー。